# Списък на олимпийските талисмани
Олимпийските талисмани са измислени герои, обикновено животни, родени в родината на домакина или човешки фигури, които представляват културното наследство на мястото, където се провеждат Олимпийските и Параолимпийските игри. Талисманите често се използват, за да помогнат на пазара на Олимпийските игри за по-млада аудитория, особено за малки деца и деца.
Още от летните олимпийски игри през 1932 г. в Лос Анджелис, Калифорния, Олимпийските игри винаги са имали талисман. От 2010 г. олимпийските и параолимпийските талисмани са представени заедно.
Първият голям талисман на летните олимпийски игри е Миша през летните олимпийски игри през 1980 г. в Москва.

## История
Първият олимпийски талисман е роден на Олимпийските игри в Гренобъл през 1968 г. Той носи името „Schuss“ и е човече на ски, проектирано в абстрактна форма и боядисано във цветовете на Франция: синьо, червено и бяло. Първият официален олимпийски талисман обаче се появява през летните олимпийски игри през 1972 г. в Мюнхен. Това е Валди – куче дакел, популярна порода в Бавария, което представлява атрибутите, необходими на спортистите – устойчивост, упоритост и пъргавина. Върху него има три от цветовете на олимпийското знаме (син, жълт, зелен).
Успехът на тези първи талисмани помага на идеята за талисман да се превърне в символ на Олимпийските игри и да се превърне в институция. Талисманите са много популярни и въпреки важността на посланието, което предават, те са проектирани по прост начин с ярки, щастливи цветове, подходящи за „празничната“ атмосфера на Олимпийските игри.

## Олимпийски талисмани
| Игри                       | Град                      | Талисман                                                              | Характер                                                                                          | Дизайнер                                                | Значимост | Изображение |
| -------------------------- | ------------------------- | --------------------------------------------------------------------- | ------------------------------------------------------------------------------------------------- | ------------------------------------------------------- | --- | ----------- |
| Летни олимпийски игри 1932 | Лос Анджелис              | Smoky                                                                 | Шотландски териер                                                                                 | Роден в олимпийското село преди олимпиадата             | официален | [ 4 ] [ 5 ] |
| Зимни олимпийски игри 1968 | Гренобъл                  | Schuss                                                                | Стилизиран скиор                                                                                  | Aline Lafargue                                          | (неофициално) |             |
| Летни олимпийски игри 1968 | Мексико Сити              | Червен Ягуар                                                          |                                                                                                   |                                                         | (неофициално) |             |
| Летни олимпийски игри 1972 | Мюнхен                    | Уолди                                                                 | Дакел куче                                                                                        | Otl Aicher                                              | Популярна порода в Бавария, тя представлява атрибутите, необходими на спортистите – устойчивост, упоритост и пъргавина. |             |
| Зимни олимпийски игри 1976 | Инсбрук                   | Schneemann                                                            | Снежен човек                                                                                      | Валтер Пьоч                                             | Той представлява „Игрите на простотата“. |             |
| Летни олимпийски игри 1976 | Монреал                   | Амик                                                                  | Бобър                                                                                             | Ивон Ларош, Пиер-Ив Пелетие, Гай Сен-Арно и Джордж Хюел | Един от националните символи на Канада. |             |
| Зимни олимпийски игри 1980 | Lake Placid               | Рони                                                                  | Енот                                                                                              | Доналд Мос                                              | Дизайнът на лицето му наподобява шапката и очилата, използвани от конкурентите. Наречен за планинската верига Adirondack. |             |
| Летни олимпийски игри 1980 | Москва                    | Миша                                                                  | Мечка кученце                                                                                     | Виктор Чижиков                                          | мечката беше националният символ на Съветския съюз. |             |
| Зимни олимпийски игри 1984 | Сараево                   | Вучко                                                                 | Малък вълк                                                                                        | Joze Trobec                                             | Символизиращо желанието на хората да се сприятеляват с животни. Според МОК това е помогнало да се промени общото възприятие в региона на вълците като плашещи и кръвожадни. |             |
| Летни олимпийски игри 1984 | Лос Анджелис              | Сам                                                                   | Плешив орел                                                                                       | Робърт Мур (от The Walt Disney Company)                 | Символът на Съединените щати. |             |
| Зимни олимпийски игри 1988 | Калгари                   | Hidy and Howdy                                                        | Две полярна мечка s                                                                               | Шийла Скот                                              | И двамата представляват гостоприемството на Западна Канада. |             |
| Летни олимпийски игри 1988 | Сеул                      | Ходори                                                                | Тигър кученце                                                                                     | Хюн Ким                                                 | Често срещано в Корея n легенди. |             |
| Зимни олимпийски игри 1992 | Албервил                  | Magique                                                               | Човек-звезда / снежен имп                                                                         | Филип Майрес                                            | |             |
| Летни олимпийски игри 1992 | Барселона                 | Cobi                                                                  | A каталунски овчар                                                                                | Хавиер Марискал                                         | Нарисувано в стил авангард, кубизъм |             |
| Зимни олимпийски игри 1994 | Лилехамер                 | Хокон и Кристин                                                       | Две Норвежки деца                                                                                 |                                                         | И двамата са облечени в дрехи викинг. Първи талисмани да бъдат човешки фигури. |             |
| Летни олимпийски игри 1996 | Атланта                   | Izzy                                                                  | Абстрактна фигура (извънземен)                                                                    | Джон Райън                                              | Първият талисман генериран от компютър. |             |
| Зимни олимпийски игри 1998 | Нагано                    | The Snowlets: Sukki, Nokki, Lekki and Tsukki                          | Четири бухал s                                                                                    |                                                         | Представлява четирите основни острова на Япония. Първата сричка от всяко име се комбинира фонетично, за да създаде думата „Снежинки“. |             |
| Летни олимпийски игри 2000 | Сидни                     | Оли (от „Олимпийски“)                                                 | Kookaburra                                                                                        | Йозеф Шекерес, Матю Хатън                               | Представлявайки олимпийския дух на щедрост. |             |
| Летни олимпийски игри 2000 | Сид (от „Сидни“)          | Птицечовка                                                            | Представяне на околната среда и енергията на хората от Австралия.                                 | Йозеф Шекерес, Матю Хатън                               | |             |
| Летни олимпийски игри 2000 | Мили (от „Милениум“)      | Ехидна                                                                | Представлявайки хилядолетието. И трите талисмана са обикновени диви животни, открити в Австралия. | Йозеф Шекерес, Матю Хатън                               | |             |
| Зимни олимпийски игри 2002 | Солт Лейк Сити            | Powder (Псевдоним Swifter)                                            | Заек със снегоходки                                                                               | Steve Small, Landor Associates and Publicis             | И трите талисмана са местни животни от U.S. държава от Юта и са кръстени на природни ресурси, важни за икономиката на държавата. Тези животни са основни герои в легендите на местните американски индианци и тези легенди са отразени в историята на всеки талисман. За да им напомнят за това наследство, всички талисмани носят чар на врата си с изображение на петроглиф. |             |
| Зимни олимпийски игри 2002 | Солт Лейк Сити            | Copper (a.k.a. Висш)                                                  | Койот                                                                                             | Steve Small, Landor Associates and Publicis             | И трите талисмана са местни животни от U.S. държава от Юта и са кръстени на природни ресурси, важни за икономиката на държавата. Тези животни са основни герои в легендите на местните американски индианци и тези легенди са отразени в историята на всеки талисман. За да им напомнят за това наследство, всички талисмани носят чар на врата си с изображение на петроглиф. |             |
| Зимни олимпийски игри 2002 | Солт Лейк Сити            | Coal (a.k.a. По-силен)                                                | Американска черна мечка                                                                           | Steve Small, Landor Associates and Publicis             | И трите талисмана са местни животни от U.S. държава от Юта и са кръстени на природни ресурси, важни за икономиката на държавата. Тези животни са основни герои в легендите на местните американски индианци и тези легенди са отразени в историята на всеки талисман. За да им напомнят за това наследство, всички талисмани носят чар на врата си с изображение на петроглиф. |             |
| Летни олимпийски игри 2004 | Атина                     | Атина и Февос                                                         | Брат и сестра                                                                                     | Спирос Гогос                                            | Две съвременни деца, приличащи на древногръцки кукли. |             |
| Зимни олимпийски игри 2006 | Торино                    | Neve и Gliz                                                           | Хуманизиран снежна топка и леден куб                                                              | Педро Албакърки                                         | „Сняг и лед“. Neve („Snow“ на италиански) е хуманизирана женска снежна топка, която носи червено и представлява „мекота, приятелство и елегантност“. Gliz (съкратена форма на Ghiaccio, Ice „на италиански) е хуманизирано мъжко ледено кубче, което носи синьо и представлява“ ентусиазъм и радост“.                                                                          |             |
| Летни олимпийски игри 2008 | Пекин                     | The Fuwa: Beibei, Jingjing, Huanhuan, Yingying, Nini                  | Koi, гигантска панда, олимпийски огън, тибетска антилопа, лястовица                               | Хан Мейлин                                              | Петте имена образуват китайската фраза „Пекин хуан ин ни“ (北京 欢迎 你), което означава „Пекин ви приветства“. Всеки от тях представлява олимпийски пръстен и елемент Фън Шуй. |             |
| Зимни олимпийски игри 2010 | Ванкувър                  | Мига                                                                  | Митична морска мечка                                                                              | Meomi Design (група Вики Уонг и Майкъл Мърфи)           | Част orca и част kermode bear |             |
| Зимни олимпийски игри 2010 | Ванкувър                  | Quatchi                                                               | A sasquatch                                                                                       | Meomi Design (група Вики Уонг и Майкъл Мърфи)           | От канадската митология |             |
| Зимни олимпийски игри 2010 | Ванкувър                  | Мукмук                                                                | A мармот от остров Ванкувър                                                                       | Meomi Design (група Вики Уонг и Майкъл Мърфи)           | Не официален талисман, а посоченият от тях „помощник“. |             |
| Летни олимпийски игри 2012 | Лондон                    | Уенлок                                                                | Капки стомана с камери за очи.                                                                    | Ирис                                                    | Кръстен на селището Much Wenlock в Шропшир – което беше домакин на предшественик на съвременните олимпийски игри през 19 век. Той представлява началото на Индустриалната революция в Обединеното кралство. |             |
| Зимни олимпийски игри 2014 | Сочи                      | Бели Мишка (полярна мечка), снежен леопард (леопард), Зайка (заекът)) |                                                                                                   | Силвия Петрова, Вадим Пак, Олег Сердечни                | Първи талисмани, решени с всеобщо гласуване. |             |
| Летни олимпийски игри 2016 | Рио де Жанейро            | Виниций                                                               | Хибридно животно, представляващо всички бразилски бозайници                                       | Лучана Егути и Пауло Мапет                              | Вдъхновена от бразилската фауна. Име |             |
| Летни олимпийски игри 2020 | Токио                     | Miraitowa                                                             | Робот със сини карирани шарки от официалната емблема                                              | Рио Танигучи                                            | Вдъхновен от супергероя герой, който олицетворява както старата традиция, така и новите иновации. Олимпийският талисман е избран от няколко дизайна, представени от ученици и илюстратори в цяла Япония. |             |
| Зимни олимпийски игри 2022 | Пекин                     | Бинг Дуен Дуен                                                        | Гигантска панда.                                                                                  | Као Сюе                                                 | С леден костюм, златно сърце и любов към всичко зимни спортове, тази панда е готова да сподели истинския дух на Олимпийските игри с целия свят. |             |
| Летни олимпийски игри 2024 | Париж                     | Ще бъде представен в края на 2022 г.                                  | TBA                                                                                               | TBA                                                     | |             |
| Зимни олимпийски игри 2026 | Милано – Кортина д'Ампецо | Ще бъде представен в края на 2024 г.                                  | TBA                                                                                               | TBA                                                     | |             |
| Летни олимпийски игри 2028 | Лос Анджелис              | Ще бъде представен в края на 2026 г.                                  | TBA                                                                                               | TBA                                                     | |             |